# Casus belli
Pour les articles homonymes, voir Casus belli (homonymie).
 (juin 2025).
Si vous disposez d'ouvrages ou d'articles de référence ou si vous connaissez des sites web de qualité traitant du thème abordé ici, merci de compléter l'article en donnant les références utiles à sa vérifiabilité et en les liant à la section « Notes et références ».
L’expression casus belli est une locution latine, signifiant littéralement « cas de guerre », qui désigne un acte de nature à motiver, pour le gouvernement d’une nation, une déclaration de guerre.
Dans la plupart des cas, il peut s'agir de querelles de succession, du franchissement d'une frontière ou d'une zone démilitarisée par des troupes, d'atteintes physiques à la personne d'un ou de plusieurs ressortissants, d'aide à un mouvement terroriste ou factieux, d'arraisonnement de navire, d'attentat terroriste, de remise en cause d'engagements internationaux, etc. Il existe des casus belli provenant de griefs multiples, l'accumulation des sujets de conflit rendant plus sérieuse la solution belliciste.
Le motif réel d'une guerre, lorsqu'il n'est pas légitime, est souvent dissimulé derrière un casus belli factice. Des incidents de frontières, des événements violents fortuits, comme un assassinat politique ou un attentat, provoqués ou montés de toutes pièces (opérations dites sous fausse bannière) ont souvent été utilisés par les nations pour justifier, par la voie d'une propagande, leur initiative d'un conflit armé ouvert présentée comme une riposte nécessaire (ou pour obtenir l'entrée en guerre d'un allié à leur côté) à l'encontre d'un Etat tiers.

## Antiquité
Le franchissement du Rubicon par Jules César en 49 av. J.-C. déclencha la guerre civile de César, qui l'opposa à Pompée.

## Moyen Âge
L'interdiction de passage des pèlerins chrétiens vers Jérusalem par les Seldjoukides en 1078, alors qu'il avait toujours été autorisé par les Fatimides, déclencha dix-huit ans plus tard la Première Croisade.
L’exécution d'un sergent français dans le village de Saint-Sardos, en Aquitaine anglaise, en 1323 provoqua dès l'année suivante la guerre de Saint-Sardos.

## Période moderne
La signature du traité de Sans-Pareil le 10 août 1585 entre Élisabeth Ire et les Provinces-Unies entraîna l’expédition de l’Invincible Armada, lancée par Philippe II.
L’« incident de la Rebecca » en 1731 déclencha plus tard la guerre de l'oreille de Jenkins, opposant de 1739 à 1742 la Grande-Bretagne à l’Espagne pour le contrôle des Antilles.
La Boston Tea Party, le 16 décembre 1773, précipita la guerre d'indépendance des États-Unis.
Le « coup d'éventail » d'Hussein Dey au consul de France le 30 avril 1827 fut l'un des prétextes conduisant à la conquête de l'Algérie par la France à partir de 1830.
L'affaire des lieux saints servit de prétexte à la montée des tensions entre la Russie, la France et l'Empire britannique, qui allait déclencher la guerre de Crimée en 1853.
La bataille de Fort Sumter les 12 et 13 avril 1861 entraîna la guerre de Sécession.
La dépêche d'Ems, expédiée le 13 juillet 1870 et publiée sous une forme remaniée par Otto von Bismarck et de surcroît mal traduite en français, provoqua la guerre franco-allemande de 1870.
Le raid Jameson, en 1895 et 1896, est généralement considéré comme une des causes de la Seconde guerre des Boers (1899-1902).

## Période contemporaine
L'attentat de Sarajevo, le 28 juin 1914, avec pour résultat l'entrée en guerre un mois plus tard de l'Autriche-Hongrie contre la Serbie, conduisit à la Première Guerre mondiale.
Le télégramme Zimmermann, en 1917, déclencha l'entrée des États-Unis dans la Première Guerre mondiale.
L'incident de Mukden, le 18 septembre 1931, eut pour résultat l'invasion japonaise de la Mandchourie.
L'incident de Welwel, le 5 décembre 1934, déclencha la crise éthiopienne et conduisit à la Seconde guerre italo-éthiopienne.
L'incident du pont Marco-Polo, le 7 juillet 1937, déclencha la Seconde guerre sino-japonaise en 1937.
L'opération Himmler, le 31 août 1939, fut prétexte pour déclencher la campagne de Pologne, qui débuta la Seconde Guerre mondiale.

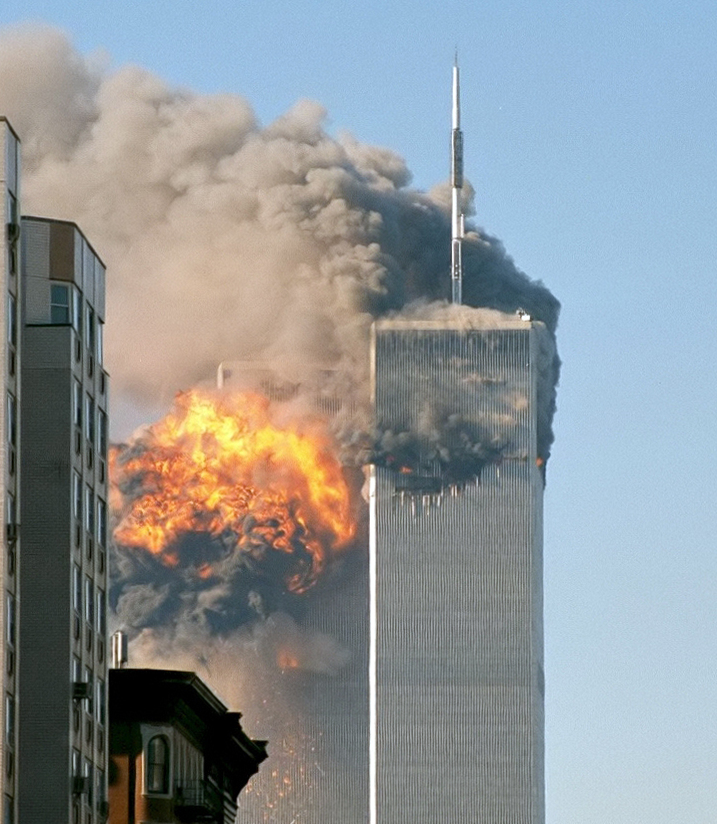
Attaque des tours du World Trade Center qui conduisit à la Guerre d'Afghanistan, de 2001 à 2014.

L'attaque de Pearl Harbor par l'empire du Japon, le 7 décembre 1941, entraîna les États-Unis dans la Seconde Guerre mondiale.
Les incidents du golfe du Tonkin en août 1964 menèrent à l'escalade de la guerre du Viêt Nam.
Le blocus du détroit de Tiran par l'Égypte le 23 mai 1967 fut l'élément déclencheur de la guerre des Six Jours.
Des matchs éliminatoires de football entre le Honduras et le Salvador furent le prétexte de la guerre de Cent Heures en juillet 1969.
Les attentats du 11 septembre 2001 déclenchèrent la guerre d'Afghanistan, de 2001 à 2014, menée par les États-Unis et leurs alliés contre les talibans.
La possession d'armes de destruction massive et des liens entre le régime en place et Oussama ben Laden furent présentés comme les raisons du déclenchement de la guerre d'Irak par les États-Unis en 2003 (affirmations jamais confirmées et plus tard réfutées)[source insuffisante].

## Autres: Mythologie grecque ou fictions
Le roi de Troie, Laomédon, ne tenant pas sa promesse de donner des chevaux immortels refuse l'hospitalité envers les marins Argonautes, Héraclès lui mène la guerre.
L'enlèvement d'Hélène par Pâris est la cause de la guerre de Troie dans l'Iliade.
Morris, créateur de Lucky Luke, décide dans le tome Le Juge (caricature du juge Roy Bean) d'égratigner cette expression fort employée en justice pour se moquer du langage souvent incompréhensible des avocats. Lors d'un jugement, le juge dit qu'il y a là un casus belli, ce qui fait répondre à l'accusé Bad Ticket : « Je ne connais pas ce Casus Belly dont vous parlez et je ne lui ai rien fait ! ».